# Ассоциация внутренних водных путей
Ассоциация внутренних водных путей (англ. Inland Waterways Association, IWA) — общественная благотворительная организация в Соединенном Королевстве, созданная в 1946 году с целью сохранения, использования, обслуживания, восстановления и развития канального и речного судоходства Великобритании.
Создана при участии Роберта Эйкмана и Тома Ролта.

## История
В 1944 году Том Ролт опубликовал свою книгу «Нэрроубот», где описал свое путешествие по каналам в 1939 году на своей лодке «Кресси». Книга имела успех, и Ролту приходили письма от читателей. Одно из писем было от Роберта Эйкмана, литературного агента и начинающего автора, который предложил начать общественную кампанию по восстановлению каналов.
Том Ролт поддержал эту идею, и в субботу 11 августа 1945 года он, Роберт и их жены, Анджела и Рэй, впервые встретились на борту «Кресси» в Тардебигге на канале Вустер-Бирмингем. У пар сложились хорошие рабочие отношения, которые закончились первым собранием Ассоциации внутренних водных путей, состоявшимся 15 февраля 1946 года в Лондоне в квартире Эйкмана на Гауэр-Стрит в Лондон. Председателем был назначен Роберт Эйкман, заместителем — Чарльз Хэдфилд, почетным секретарём — Том Ролт, казначеем — Фрэнк Эйр.
Ролт выпустил брошюру под названием «Будущее водных путей», а в 1947 году они с женой бросили вызов Большой западной железной дороге, владельцу Стратфорд-Эйвонского канала, заменившей разводной мост на «временный» постоянный, препятствовавший судоходству. После того, как Лорд Метуэн поднял вопрос в парламенте, мост подняли и «Кресси» было позволено пройти. Выставка «Внутренние водные пути», организованная в Мансардной галерее Хила в Лондоне, которая была настолько успешной, что отправилась в тур по провинциальным художественным галереям.
В 1948 году система каналов была национализирована, а в августе была проведена более масштабная кампания, включавшая шестинедельный круиз по северным каналам. Первый лодочный слет и фестиваль был организован в августе 1950 года в Маркет-Харборо. В нём приняли участие 120 лодок и 50000 посетителей, это положило начало весьма успешным встречам, которые с тех пор стали характерной чертой IWA.

## Структура
IWA представлена в регионах, каждый из которых состоит из нескольких филиалов: Ист-Мидлендс, Истерн, Лондон, Северо-Восток и Йоркшир, Северо-Запад и Северный Уэльс, Юго-Восток, Юго-Запад и Южный Уэльс и Уэст-Мидлендс.
Ассоциация управляется попечительским советом. Существует несколько национальных комитетов, каждый из которых подотчетен совету попечителей. Каждому комитету отведена соответствующая роль и оперативные механизмы в областях делегированной им ответственности. Нынешними национальными комитетами являются финансовый комитет, навигационный комитет, группа восстановления водных путей, маркетинговый комитет, комитет по вознаграждениям, комиссия по наградам. Центр восстановления IWA поддерживает, обеспечивает и поощряет восстановление водных путей.